# Le Tourneur
Le Tourneur era una comuna francesa situada en el departamento de Calvados, en la región de Normandía, que el 1 de enero de 2016 pasó a ser una comuna delegada de la comuna nueva de Souleuvre-en-Bocage al fusionarse con las comunas de Beaulieu, Bures-les-Monts, Campeaux, Carville, Étouvy, La Ferrière-Harang, La Graverie, Le Bény-Bocage, Le Reculey, Malloué, Mont-Bertrand, Montamy, Montchauvet, Saint-Denis-Maisoncelles, Sainte-Marie-Laumont, Saint-Martin-des-Besaces, Saint-Martin-Don, Saint-Ouen-des-Besaces y Saint-Pierre-Tarentaine.
Tiene una población estimada, a inicios de 2021, de 641 habitantes.

## Demografía
| Gráfica de evolución demográfica de Le Tourneur entre 1800 y 2021 |
|                                                                   |

Los datos demográficos contemplados en este gráfico de la comuna de Le Tourneur se han cogido de 1800 a 1999 de la página francesa EHESS/Cassini, y los demás datos de la página del INSEE.